# Ophioglossum lusitanicum
Ophioglossum lusitanicum  es un helecho de la familia botánica de las  Ophioglossaceae caracterizada por poseer un fronde diferenciado en dos porciones, la porción estéril de forma ovalada o lanceolada y con nerviación reticulada y una porción fértil donde se sitúan los esporangios en dos filas separadas por una hendidura.
Ophioglossum lusitanicum se caracteriza por tener un corto rizoma vertical con raíces gruesas y una lámina estéril de una longitud mayor que tres veces y media la anchura. Por lo general posee entre uno o tres frondes por planta. La epidermis del fronde es monoestratificada con escasos estomas en el envés. El segmento fértil posee entre 3 y 11 esporangios por fila; estos esporangios son esferoidales y dehiscentes en dos valvas. Las esporas liberadas, sin ornamentación, tienen forma esférica o subtetraédricas no mayores de 45 micrómetros de diámetro. La dotación cromosómica diploide es de 480. Las esporas necesitan de contacto con cierto hongo Zygomycota, probablemente del género Glomus formador de micorrizas arbusculares para ser viables.

## Distribución y hábitat
Ophioglossum lusitanicum es original de Portugal.
Ocupa pastos secos, a veces arenosos de la región mediterránea, centro y oeste de Europa y las islas de Macaronesia prefiriendo climas suaves.